# Hugo II av Burgund
Hugo II av Burgund, född 1084, död 1143, var regerande hertig av Burgund från 1103 till 1143. 